# اس‌تی‌اس-۵
اس‌تی‌اس-۵ پنجمین مأموریت شاتل فضایی متعلق به ناسا بود که توسط شاتل کلمبیا انجام شد. این پرواز در ۱۱ نوامبر ۱۹۸۲ پرتاب و در ۱۶ نوامبر همان سال، به زمین نشست. اس‌تی‌اس-۵ چهارمین پرتاب شاتل بود که پنجمین پرتاب فضاپیمای کلمبیا نیز محسوب می‌شد.

## خدمه پروازی
| رده          | فضانورد                    | فضانورد                    |
| ------------ | -------------------------- | -------------------------- |
| فرمانده      | ونس دی. براند (فضانورد)    | ونس دی. براند (فضانورد)    |
| خلبان        | رابرت اف. اورمیر (فضانورد) | رابرت اف. اورمیر (فضانورد) |
| متخصص پرواز۱ | جوسپ پی. آلن               | جوسپ پی. آلن               |
| متخصص پرواز۲ | ویلیام بی. لنویر           | ویلیام بی. لنویر           |

## پارامترهای مأموریت
- جرم:
  - هنگام پرتاب مدارگرد: ۱۱۲٬۰۸۸ کیلوگرم (۲۴۷٬۱۱۲ پوند)
  - هنگام فرود مدارگرد :۹۱٬۸۴۱ کیلوگرم (۲۰۲٬۴۷۵ پوند)
  - ظرفیت ترابری دی‌اف‌آی: ۱۴٬۵۵۱ کیلوگرم (۳۲٬۰۷۹ پوند)
- زاویهٔ شیب مدار:ل : ۲۸.۵ درجه
- دوره تناوبی : ۹۰.۵ دقیقه

## نکات برجسته مأموریت

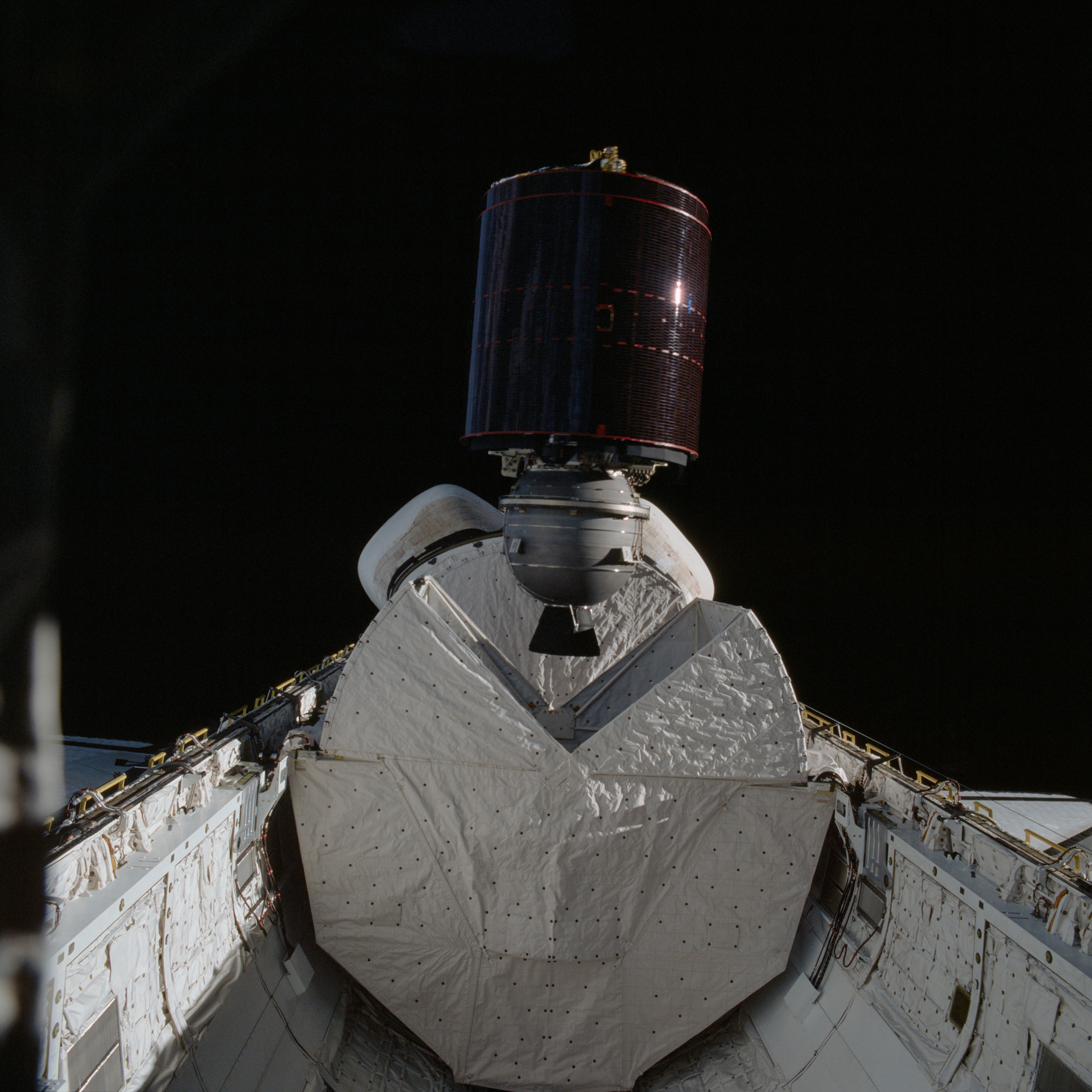
ماهواره اس‌بی‌اس-۳ به همراه قطعه پام.-ی درون شاتل.

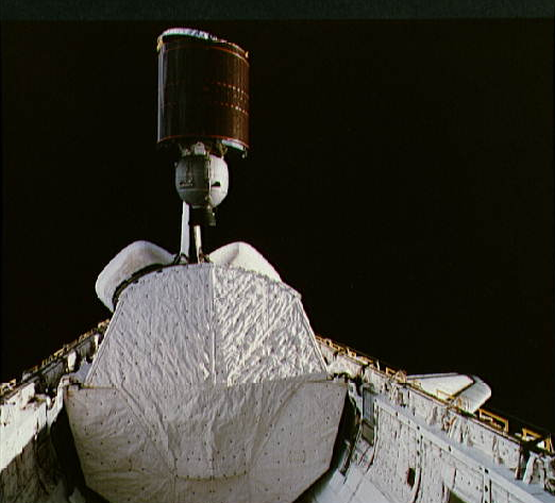
آنیک سی۳ در حال استقرار.

کلمبیا برای پرتاب در ساعت ۷:۱۹ صبح روز ۱۱ نوامبر ۱۹۸۲ از مرکز فضایی کندی برنامه‌ریز شده بود. این پرواز با چهار خدمه، که بزرگترین گروه پروازی از آغاز مأموریت‌های شاتل بود، برنامه‌ریز شده‌بود، تا دو ماهواره مخابراتی را با خود به فضا ببرد.
ماهواره‌های مخابراطی با موفقیت در فضا مستقر شدند و در مدار زمین‌همگام مستقر شد. این دو ماهواه که یکی ماهواره تجاری سیستمز-۳ که متعلق به شرکت ماهواره تجاری سیستمز بود ودیگری ماهواره آنیک سی۳ متعلق به شرکت تلست کانادا بود. هر دوی این ماهوراه‌ها توسط هیوز ساخته شده‌بودند و از سری اچ‌اس-۳۷۶ بودند. اس‌تی‌اس-۵ علاوه بر این دو یک ماهواره آزمایشی نیز که متعلق به آلمان شرقی بود را با خود به فضا برد.
همچنین یک راهپیمایی فضایی نیز برای لنیور و آلن نیز برنام‌ریزی شده بود که اولین در نوع خودش در سری مأموریت‌های شاتل بود، که یک روز بعد از آن لنیور بیمار شد و نیز لباس‌های فضایی دچار اشکال شد، این برنامه لغو شد.
کلمبیا در باند ۲۲ از پایگاه هوایی ادواردز در روز ۱۶ نوامبر ۱۹۸۲ فرود آمد. زمان این فرود ۶:۳۳ دقیقه بعد از ظهر بود که بعد از طی ۲ میلیون مایل(بیش از ۳ میلیون کیلومتر) در فضا و ۸۱ بار دوران به دور زمین انجام شد. این سفر ۵ روز و ۱۴ دقیقه و ۲۶ ثاینیه به طول انجامید. اس‌تی‌اس-۵ اولین پروازی از سری شتال بود که اعضا لباس فشار را در زمان پرواز، بازگشت و فرود به تن نداشتند. این شبیه به کاری است که شورور در وسخد و برنامه سایوز از زمان سایوز ۱۱ در سال ۱۹۷۱ انجام می‌دهند.

## وضعیت عملیاتی
اگرچه شاتل فضایی کلمبیا بعد از پرواز اس‌تی‌اس-۴، عملیاتی توصیف شده‌بود، ولی گروه تحقیق حادثه کلمبیا که دربارهٔ حادثه سال ۲۰۰۳ تحقیق می‌کرد اعلام کرد بود که این مدارگر نباید عملیاتی توصیف می‌شد چرا که هنوز نامطمئن بود و دوران آزمایش خود را سپری می‌کرد. این گروه اعلام کرد هواپیماهای مسافربری و نظامی تنها بعد از هزاران پرواز موفق برچسب عملیاتی دریافت می‌کنند در حالی که شاتل تنها ۲۰۰ پرواز داشت و هربار نیز تغییراتی را شامل می‌شد. ناسا تا پایان پروژه شاتل از آن به عنوان پروژه آزمایشی نام برد.

## نشان مأموریت
پنج نقطه از ستاره آبی که نشان‌دهنده شماره پرواز در سری مأموریت شاتل است که در نشان مأموریت جانشانی شده‌است.

## زنگ بیدارباش
ناسا که از برنامه جمینی شروع به پخش آهنگ‌های قدیمی در طول پرواز می‌کرد تا فضانوردان را در طول پرواز آپولو ۱۵ را بیدار کند
هر تک-آهنگ به‌طور مخصوصی انتخاب شده بود، این انتخاب غالباً توسط فضانوردان انجام شده بود و معمولاً معنی خاصی برای خدمه داشت.
| روز نخست  | آهنگ                           | خواننده/ترانه‌سرا |
| --------- | ------------------------------ | ---------------- |
| روز دوم   | "ترومبونز ۷۶"                  | مرد موسیقی       |
| روز سوم   | "چشم پنبه‌ایی جو"               |                  |
| روز چهارم | "مارین هیم"                    |                  |
| روز پنجم  | "قدم زدن"                      |                  |
| روز ششم   | "منو ببر خونه، خیابان‌های کشور" | جان دنور         |

## پیوند
- مأموریت شاتل اس‌تی‌اس-۵
- جزییات مأموریت اس‌تی‌اس-۵
- اس‌تی‌اس-۵ نکات برجسته ویدئویی